# Beauficel-en-Lyons
 Beauficel-en-Lyons  es una población y comuna francesa, en la región de Alta Normandía, departamento de Eure, en el distrito de Les Andelys y cantón de Lyons-la-Forêt.

## Demografía
| 185 | 147 | 128 | 136 | 150 | 185 |
| Para los censos de 1962 a 1999 la población legal corresponde a la población sin duplicidades (Fuente: INSEE [Consultar]) |     |     |     |     |     |